# Campeonato Asiático de Atletismo de 2023 - Lançamento de martelo feminino
A prova do lançamento de martelo feminino do Campeonato Asiático de Atletismo de 2023 foi disputada no dia 13 de julho de 2023, no Estádio Nacional, em Banguecoque, na Tailândia.

## Recordes
Antes desta competição, os recordes mundiais e do campeonato nesta prova eram os seguintes:
|                       | Nome             | Nacionalidade | Distância | Local    | Data                 |
| --------------------- | ---------------- | ------------- | --------- | -------- | -------------------- |
| Recorde mundial       | Anita Włodarczyk | Polónia       | 82m 98cm  | Varsóvia | 28 de agosto de 2016 |
| Recorde do campeonato | Wang Zheng       | China         | 75m 66cm  | Doha     | 22 de abril de 2019  |
| Recorde asiático      | Wang Zheng       | China         | 77m 68cm  | Chengdu  | 24 de março de 2014  |

## Medalhistas
| Ouro           | Prata              | Bronze               |
| Zhao Jie (CHN) | Joy McArthur (JPN) | Raika Murakami (JPN) |

## Cronograma
Todos os horários são locais (UTC+7)
| Data        | Hora  | Evento |
| ----------- | ----- | ------ |
| 13 de julho | 17:30 | Final  |

## Resultado final
A final ocorreu no dia 13 de julho às 17:30.
| Posição           | Atleta                | Nacionalidade | #1    | #2    | #3    | #4    | #5    | #6    | Resultados | Notas |
| ----------------- | --------------------- | ------------- | ----- | ----- | ----- | ----- | ----- | ----- | ---------- | ----- |
| Medalha de ouro   | Zhao Jie              | China         | 67.30 | 69.39 | 69.38 | 68.58 | 69.27 | 67.75 | 69.39      |       |
| Medalha de prata  | Joy McArthur          | Japão         | 61.89 | 65.28 | 63.74 | x     | x     | 66.56 | 66.56      |       |
| Medalha de bronze | Raika Murakami        | Japão         | 60.33 | x     | 63.70 | 64.17 | 62.01 | 61.12 | 64.17      |       |
| 4                 | Yu Ya-chien           | Taipé Chinesa | x     | x     | 60.54 | 61.19 | 59.17 | x     | 61.19      |       |
| 5                 | Zarina Nosirshonova   | Uzbequistão   | 58.47 | 60.34 | 59.54 | 57.57 | 57.59 | 61.06 | 61.06      |       |
| 6                 | Park Seo-jin          | Coreia do Sul | 57.48 | 59.09 | 57.27 | 57.72 | 57.65 | 59.20 | 59.20      |       |
| 7                 | Grace Wong Xiu Meijin | Malásia       | 57.99 | 54.31 | 57.33 | 55.42 | 55.37 | 56.96 | 57.99      |       |
| 8                 | Panwat Kimsrang       | Tailândia     | 57.14 | 54.72 | 55.72 | 52.98 | x     | x     | 57.14      |       |
| 9                 | Mingkamon Koomphon    | Tailândia     | 56.36 | 52.99 | 57.13 |       |       |       | 57.13      |       |
| 10                | Elina Silamiyeva      | Uzbequistão   | 53.89 | x     | 56.46 |       |       |       | 56.46      |       |
| 11                | Zahra Arab Rostami    | Irão          | 48.09 | x     | 53.41 |       |       |       | 53.41      |       |
| 12                | Anastasiya Kaloshina  | Cazaquistão   | x     | x     | 51.78 |       |       |       | 51.78      |       |

Legenda
| Recorde mundial       | Recorde mundial (World record)               |                       | Recorde africano                      | Recorde africano (African) |                                           | Q | Classificado por posição (Qualified) |
| Recorde do campeonato | Recorde do campeonato (Championship record)  | Recorde da América    | Recorde da América (Americas)         | q                          | Classificado por melhor tempo (Qualified) |   |                                      |
| Melhor marca do ano   | Melhor marca do ano (World leading)          | Recorde asiático      | Recorde asiático (Asian)              | DNS                        | Não largou (Did not start)                |   |                                      |
| Recorde nacional      | Recorde nacional (National record)           | Recorde europeu       | Recorde europeu (European)            | DNF                        | Não terminou (Did not finish)             |   |                                      |
| Recorde pessoal       | Recorde pessoal do atleta (Personal best)    | Recorde da Oceania    | Recorde da Oceania (Oceania)          | DSQ / DQ                   | Desclassificado (Disqualified)            |   |                                      |
| Recorde da temporada  | Recorde da temporada do atleta (Season best) | Recorde sul-americano | Recorde sul-americano (South America) | NM                         | Sem marca (No mark)                       |   |                                      |